# Who’s Next
A Who's Next a The Who együttes 1971-es albuma. Július 31-én jelent meg Amerikában, augusztus 25-én Angliában. A Billboard albumlistáján a negyedik, az angol albumlistán az első lett.
Sokan az együttes legjobb albumának tartják, a VH1 zenecsatorna szavazásán minden idők 13. legjobb albumának választották meg. A Rolling Stone magazin Minden idők 500 legjobb albumának listáján a 28. helyre sorolták. Szerepel továbbá az 1001 lemez, amit hallanod kell, mielőtt meghalsz című könyvben.

## Az album dalai
|    | Cím                    | Szerző(k)      | Hossz |
| -- | ---------------------- | -------------- | ----- |
| 1. | Baba O’Riley           | Pete Townshend | 4:59  |
| 2. | Bargain                | Townshend      | 5:34  |
| 3. | Love Ain’t for Keepin’ | Townshend      | 2:11  |
| 4. | My Wife                | John Entwistle | 3:41  |
| 5. | The Song Is Over       | Townshend      | 6:16  |
| 6. | Gettin’ in Tune        | Townshend      | 4:50  |
| 7. | Going Mobile           | Townshend      | 3:43  |
| 8. | Behind Blue Eyes       | Townshend      | 3:39  |
| 9. | Won’t Get Fooled Again | Townshend      | 8:33  |

## Közreműködők

### The Who
- Roger Daltrey – ének, szájharmonika az I Don’t Even Know Myself-en
- Pete Townshend – gitár, orgona, VCS3 és ARP szintetizátor, háttérvokál, zongora a Baba O’Riley-n, ének a Going Mobile-on, valamint a Love Ain’t for Keeping eredeti változatán, ének a Baba O’Riley, Bargain és The Song Is Over dalokon (Daltrey mellett)
- John Entwistle – basszusgitár, háttérvokál, rézfúvós hangszerek, ének és zongora a My Wife-on
- Keith Moon – dob, ütőhangszerek

### További zenészek
- Nicky Hopkins – zongora a The Song Is Over és a Getting in Tune dalokon
- Dave Arbus – hegedű a Baba O’Riley-n